# Jody Powell

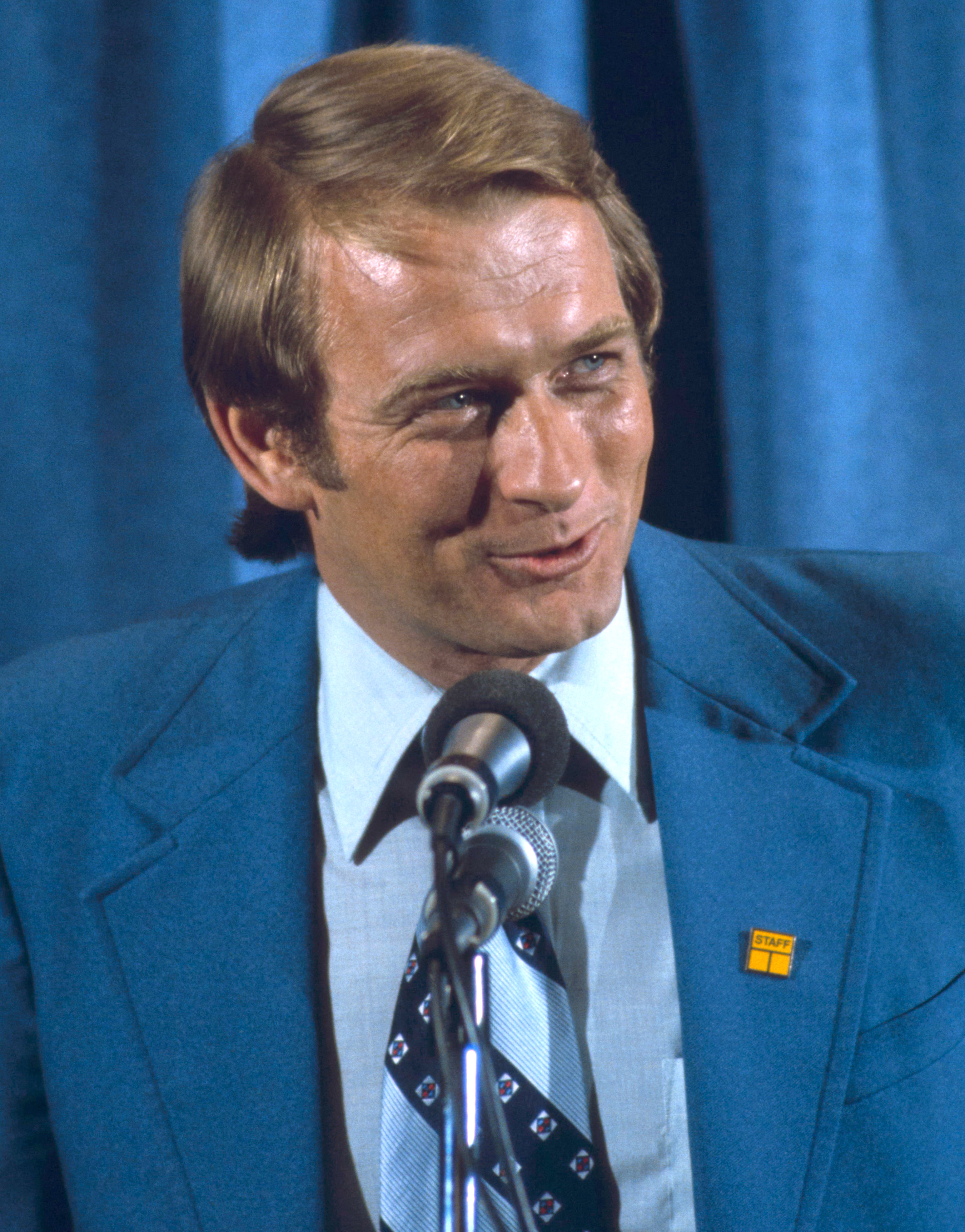
Jody Powell

Joseph „Jody“ Lester Powell (* 30. September 1943 in Cordele, Crisp County, Georgia; † 14. September 2009 in Cambridge, Maryland) war ein US-amerikanischer Politikwissenschaftler und Pressesprecher des Weißen Hauses unter US-Präsident Jimmy Carter.
Powell wuchs in Georgia auf und trat der US Air Force Academy bei, wurde jedoch von dort verwiesen. Er studierte an der Georgia State University und Emory University, wo er einen Master in Politikwissenschaften machte. Seit 1968 arbeitete er für Jimmy Carter, zuerst als Fahrer und Berater, nach dessen Wahl zum Gouverneur von Georgia als Pressechef.
In Carters Präsidentschaftswahlkampf gehörte Powell zur „Georgia Mafia“, einem engen Kreis von Vertrauten aus Georgia mit Karriereaussichten. Nachdem Carter zum US-Präsidenten gewählt worden war, wurde Powell von 1977 bis 1981 Pressesprecher des Weißen Hauses. Nach seinem Ausscheiden aus dem Amt arbeitete Powell als Berater und gründete sein eigenes Unternehmen, das sich um Öffentlichkeitsarbeit kümmert. Er war auch als Sprecher für Fernsehdokumentationen tätig, unter anderem kommentierte er die mehrfach ausgezeichnete PBS-Produktion Der Amerikanische Bürgerkrieg.